# Joseph-Michel Dutens
Pour les articles homonymes, voir Dutens.
Joseph-Michel Dutens, né à Tours le 15 octobre 1765 et mort le 6 août 1848, est un ingénieur et économiste français. 

## Biographie
Entré à l'École royale des ponts et chaussées en 1783, il fait ensuite toute sa carrière dans ce corps. Son principal travail d'ingénieur est la réalisation du canal de Berry dont la conception du pont-canal de La Tranchasse à Colombiers et Ainay-le-Vieil qui le traverse.
Dans le domaine économique, où il est le disciple de François Quesnay et des physiocrates, il fait paraître en 1835 une Philosophie de l'économie politique, qui lui vaut d'être élu membre de l'Académie des sciences morales et politiques en 1839. Dans ce livre, il accuse Adam Smith d'avoir inutilement semé le doute sur la pertinence de la pensée des physiocrates. Selon lui, pour exister face à eux, Smith a mis en avant le marché et la division du travail et ignoré l'agriculture et la dynamique de croissance par le progrès technique.
Proudhon a critiqué ainsi ses idées sur la propriété : 

« M Joseph Dutens, physicien, ingénieur, géomètre, mais très peu légiste et point du tout philosophe, est auteur d'une philosophie de l'économie politique, dans laquelle il a cru devoir rompre des lances en l'honneur de la propriété. Sa métaphysique paraît empruntée de Destutt de Tracy. Il commence par cette définition de la propriété, digne de Sganarelle : « La propriété est le droit par lequel une chose appartient en propre à quelqu'un. » Traduction littérale : la propriété, c'est le droit de propriété. Après quelques entortillages sur la volonté, la liberté, la personnalité ; après avoir distingué des propriétés immatérielles naturelles et des propriétés matérielles naturelles, ce qui revient aux propriétés innées et acquises de Destutt de Tracy, M Joseph Dutens conclut par ces deux propositions générales : 1) la propriété est dans tout homme un droit naturel et inaliénable ; 2) l'inégalité des propriétés est un résultat nécessaire de la nature ; lesquelles propositions se convertissent en cette autre plus simple : tous les hommes ont un droit égal de propriété inégale. Il reproche à M. de Sismondi d'avoir écrit que la propriété territoriale n'a point d'autre fondement que la loi et les conventions ; et il dit lui-même, parlant du respect du peuple pour la propriété, que « son bon sens lui révèle la nature du contrat primitif passé entre la société et les propriétaires. » Il confond la propriété avec la possession, la communauté avec l'égalité, le juste avec le naturel avec le possible : tantôt il prend ces différentes idées pour équivalentes, tantôt il semble les distinguer, à telle enseigne que ce serait un travail infiniment moindre de le réfuter que de le comprendre. Attiré d'abord par le titre du livre, philosophie de l'économie politique, je n'ai trouvé, parmi les ténèbres de l'auteur, que des idées vulgaires ; c'est pourquoi je n'en parlerai pas. »

Le prix Joseph Dutens est un prix quinquennal de l'Académie des sciences morales et politiques destiné à récompenser un ouvrage relatif à l'économie politique ou à son histoire et à ses applications. 
Joseph-Michel Dutens est le neveu de Louis Dutens.

## Publications
- [1799] Des Moyens de nationaliser l'instruction et de sa doctrine, Évreux, impr. A. Lanoë, 1799, 64 p. (BNF 30389065).
- [1804] Analyse raisonnée des principes fondamentaux de l'économie politique, 1804, X + 207 (BNF 30389057).
- [1800] Description topographique de l'arrondissement communal de Louviers, avec l'exposition de la nature de son sol, des observations sur les mœurs de ses habitants et une carte du pays, 1800, 74 p. (BNF 36387274).
- [Jay & Dutens 1812] Antoine Jay et Joseph Dutens (comme « Autre » auteur), Éloge de Montaigne, discours qui a obtenu l'accessit au jugement de la classe de la langue et de la littérature française de l'Institut, dans sa séance du 9 avril 1812, Paris, libr. Delaunay, 1812, 98 p., sur gallica (lire en ligne).
- [1819] Mémoires sur les travaux publics de l'Angleterre, suivis d'un mémoire sur l'esprit d'association et sur les différens modes de concession, Paris, Impr. royale, 1819, 374 p., sur books.google.fr (lire en ligne).
  - [1819] « Carte des canaux de l'Angleterre : pour servir aux mémoires sur les travaux publics de ce pays » [sur gallica], 1819.
- Histoire de la navigation intérieure de la France, avec une exposition des canaux à entreprendre pour en compléter le système (2 vol.)
  - [1829] Histoire de la navigation intérieure de la France, t. 1, Paris, A. Sautelet & Cie, 1829, 652 p., sur gallica (lire en ligne).
  - [1829] Histoire de la navigation intérieure de la France, t. 2, Paris, A. Sautelet & Cie, 1829, 470 p., sur gallica (lire en ligne).
- [1835] Philosophie de l'économie politique, ou Nouvelle exposition des principes de cette science (2 vol.), Paris, libr. J.-P. Aillaud, 1835, 400 p. (BNF 30389066).
- [1837] Défense de la Philosophie de l'économie politique contre les attaques dont cet ouvrage a été l'objet dans la Bibliothèque universelle de Genève, Paris, libr. J.-P. Aillaud, 1837, 140 p. (BNF 30389058).
- [1839] Appendice à la Défense de la Philosophie de l'économie politique, comprenant quelques observations sur deux passages de l'Histoire de l'économie politique, par M. Blanqui, 1839, 46 p. (BNF 30389059).
- [1842] Essai comparatif sur la formation et la distribution du revenu de la France en 1815 et 1835, Paris, libr.-éd. Guillaumin, 1842, 175 p., sur gallica (lire en ligne).
- [1846] Des prétendues erreurs dans lesquelles, au jugement des modernes économistes, seraient tombés les anciens économistes, relativement au principe de la richesse nationale, 1846 (BNF 30389067).